# پابرهنه در پارک (نمایشنامه)
پابرهنه در پارک (انگلیسی: Barefoot in the Park) نمایشنامه‌ای از نیل سایمون است.
نیل سایمون پیش از نوشتن پابرهنه در پارک، دو نمایشنامه دیگر نوشته بود، اما پابرهنه در پارک بود که مسیر آینده نویسندگی او را روشن کرد. کمدی رومانتیک‌هایی با تمرکز بر روابط میان زوج‌ها و البته شوخی‌های پررنگ مربوط به شغل و کسب درآمد. به همین دلیل «پابرهنه در پارک» را گاهی نخستین نمایشنامه مهم سایمون به حساب می‌آورند.
عنوان «پابرهنه در پارک» اشاره به گفتگویی از زن جوان (کوری) دارد که در آن شوهرش را متهم به محافظه‌کاری می‌کند، آنچنان که حتی نمی‌تواند پابرهنه در پارکی راه برود.

## داستان
پل و کوری براتر که به تازگی ازدواج کرده‌اند، پس از یک ماه عسل شش روزه، ملاقاتی غیرمنتظره با مادر غیرعادی کوری دارند. کوری که نگران تنهایی مادرش است، او را با همسایه عجیب‌وغریب‌شان آشنا می‌کند. اما همین نقطه شروع بحران‌هایی است که زندگی او و همسر وکیلش را تا آستانه جدایی پیش می‌برد.

## اجرا
اجرای صحنه‌ای این نمایشنامه، یکی از موفق‌ترین اجراهای آن سال‌های برادوی بود. نمایشنامه حدود چهار سال روی صحنه ماند و بیش از ۱۲۰۰ بار به روی صحنه رفت. موفقیت مالی این نمایشنامه تاثیر زیادی در انتخاب مسیر حرفه‌ای سایمون داشت.

## اقتباس سینمایی
از روی این نمایشنامه سایمون، مانند بسیاری از دیگر آثارش، نسخه سینمایی هم اقتباس شده است. کارگردان نسخه سینمایی، جین ساکس است و نقش زوج جوان را  رابرت ردفورد و جین فوندا بازی کرده‌اند. 